# Brett Climo
Brett Climo (* 26. September 1964 in Sydney, New South Wales) ist ein australischer Schauspieler. Bekanntheit erlangte er durch eine Hauptrolle in der Fernsehserie Die fliegenden Ärzte, die er vier Jahre lang verkörperte.

## Leben
Erst spät hatte Brett Climo den Wunsch Schauspieler zu werden. An einem freien Schultag suchte er einen Agenten auf und bekam daraufhin eine kleine Rolle im Film The Times They Are A Changing. Die erste größere Rolle hatte er in der Seifenoper Sons and Daughters. Er spielte sie in über 70 Folgen.
Von 1987 bis 1989 spielte Climo eine Hauptrolle in A Country Practice, davor hatte er schon zweimal Gastrollen in der Serie inne. Bekannt in Deutschland wurde er als Dr. David Radcliff in der Fernsehserie Die fliegenden Ärzte, Jahre später kam er für eine Gastrolle noch einmal zurück. In der Westernserie Snowy River spielte Climo von 1993 bis 1996 als Colin McGregor eine der Hauptrollen. Von 2001 bis 2003 übernahm er in der Fernsehserie All Saints, in 16 Folgen die Rolle des Arztes Dr. Malcolm Pussle. Weitere Hauptrollen hatte er von 2008 bis 2009 als Omar in der Kinder- und Jugendserie Elephant Princess, 2011 im Fernsehfilm Underbelly Files: Tell Them Lucifer was Here und ab 2013 in A Place to Call Home als George Bligh.
Zwischen den Fernsehauftritten spielt Climo auch Theater.
Brett Climo ist seit Oktober 1996 mit Michelle Louis verheiratet.

## Filmografie (Auswahl)
- 1982, 1987–1989: A Country Practice (Seifenoper)
- 1983: Sons and Daughters (Seifenoper)
- 1984: Australien-Express (Five Mile Creek, Fernsehserie, Folge 2x01)
- 1985: Die Abenteuer eines Rennpferdes (Archer)
- 1986: Crabs… die Zukunft sind wir (Dead End Drive-In)
- 1987: Outback Vampires
- 1987–1990, 1994: Die fliegenden Ärzte (The Flying Doctors, Fernsehserie, 41 Folgen)
- 1991: G.P. (Fernsehserie, 5 Folgen)
- 1993–1996: Snowy River (The McGregor Saga, Fernsehserie, 65 Folgen)
- 1997–1998: Blue Heelers (Fernsehserie, 9 Folgen)
- 1998, 2001–2003: All Saints (Fernsehserie, 17 Folgen)
- 1999: Water Rats – Die Hafencops (Water Rats, Fernsehserie, Folge 4x06)
- 1999: Riskante Nähe (Close Contact)
- 2000: Stingers (Fernsehserie, 4 Folgen)
- 2000: Eugenie Sandler P.I. (Fernsehserie, 13 Folgen)
- 2002: Shuang Tong
- 2006: Lost and Found
- 2008: Elephant Princess (The Elephant Princess, Fernsehserie, 26 Folgen)
- 2009: Blessed
- 2011: Underbelly Files: Tell Them Lucifer was Here (Fernsehfilm)
- 2012: The Mystery of a Hansom Club (Fernsehfilm)
- 2013–2018: A Place to Call Home (Fernsehserie, 67 Folgen)
- 2024–2025: Darby and Joan (Fernsehserie, Folgen 2x01–2x04)